# Dorfkirche Sperenberg

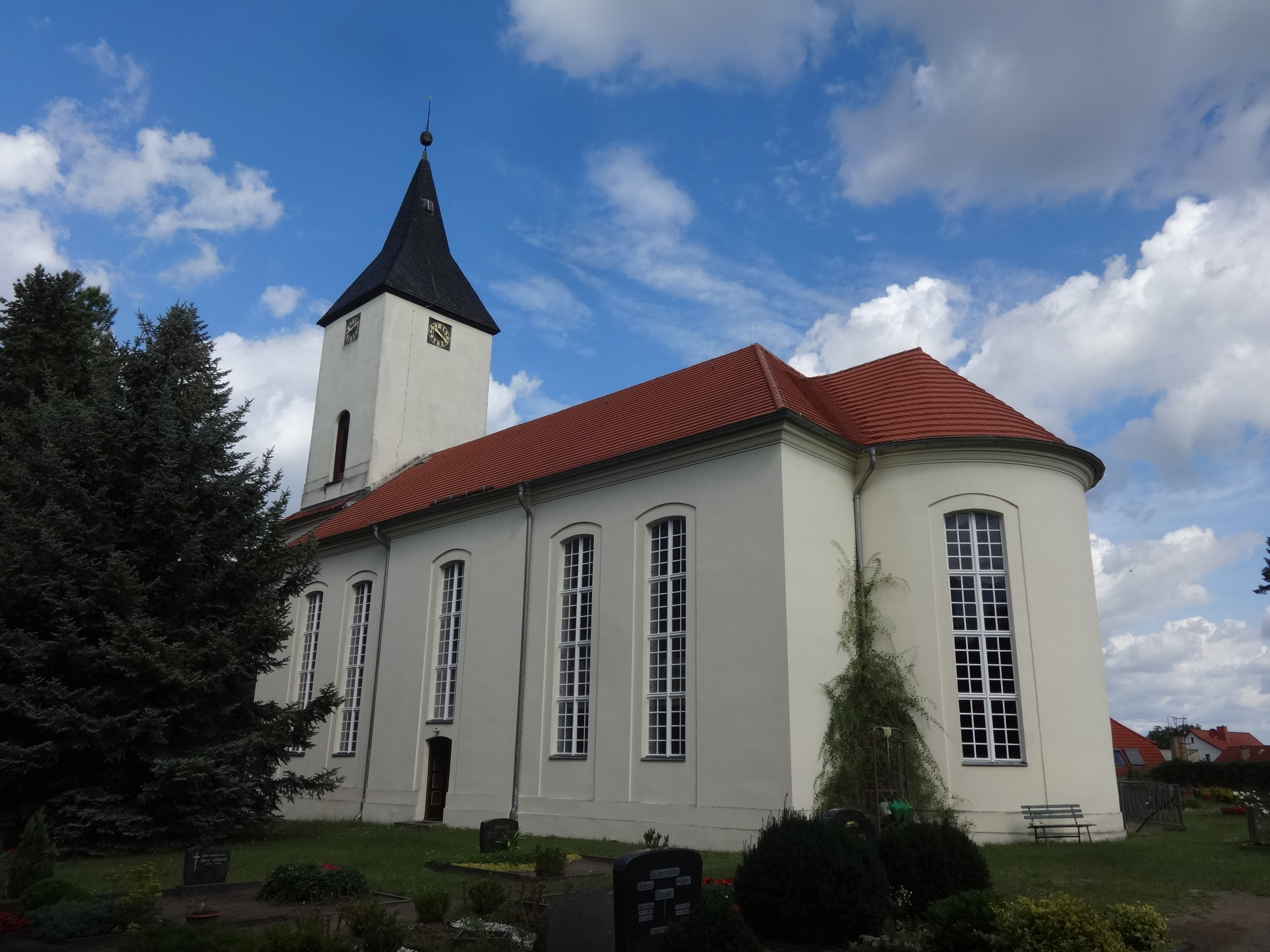
Dorfkirche in Sperenberg

Die evangelische Dorfkirche Sperenberg ist eine Saalkirche in Sperenberg, einem Ortsteil der Gemeinde Am Mellensee im Landkreis Teltow-Fläming in Brandenburg.

## Geschichte
Zwar wurde in der Region bereits im 16. Jahrhundert Gips abgebaut, doch erst durch die Industrialisierung in Deutschland wuchs die Einwohnerzahl in Sperenberg und damit auch der Wunsch nach einem eigenen Sakralbau. In den Jahren 1752 und 1753 errichtete daher der Landesbaumeister Georg Friedrich Berger eine Kirche auf dem Fundament eines mittelalterlichen Vorgängerbaus. Die finanziellen Mittel stellte Friedrich der Große zur Verfügung. Die Kirchweihe fand am 30. September 1753 statt. In der Nacht vom 6. auf den 7. Juli 1760 schlug ein Blitz neben der Helmstange unter dem Knopf in den Turm ein. Dabei wurden ein Turmfenster, die Uhr sowie eine Glocke beschädigt. Diese zersprang 1782 und wurde 1797 neu gegossen. 1846 veränderte die Kirchengemeinde die Form des Westturms und ließ das Obergeschoss leicht einrücken. Zu einem späteren Zeitpunkt trennte sie die Apsis ab und schuf so den Raum für eine Sakristei. Bei Ausgrabungen fanden Experten im Jahr 1932 mehrere Gräber innerhalb der Kirche. Im Zweiten Weltkrieg schlug im April 1945 eine Granate in den Kirchturm ein und zerstörte das Uhrwerk sowie die südliche Ecke des Turms. Da der Schaden nicht unmittelbar behoben werden konnte, drang Wasser in das Gebälk, wodurch etliche Balkenköpfe verfaulten und erst Jahre später ausgetauscht werden konnten. In den Jahren 1966 und 1967 erfolgte nach einem Schwammbefall eine Restaurierung des Innenraums. Dabei wurde die obere Etage der ehemals zweigeschossigen Hufeisenempore ausgebaut, die Dachkonstruktion erneuert und die Kassettendecke mit Gipskartonplatten aus Sperenberg verkleidet. Das Kirchenschiff erhielt einen neuen Fußboden sowie ein Luftheizungssystem. Darüber hinaus erhielt die Turmuhr einen elektrischen Antrieb. Die Trennwand zur Apsis wurde ersatzlos entfernt, und die Arbeiten wurden am 24. September 1967 mit einem Gottesdienst abgeschlossen. 1969 erhielt die Kirchengemeinde die bereits für 1958 geplante Sauer-Orgel. Von 2001 bis 2009 sanierte sie das Bauwerk.

## Architektur

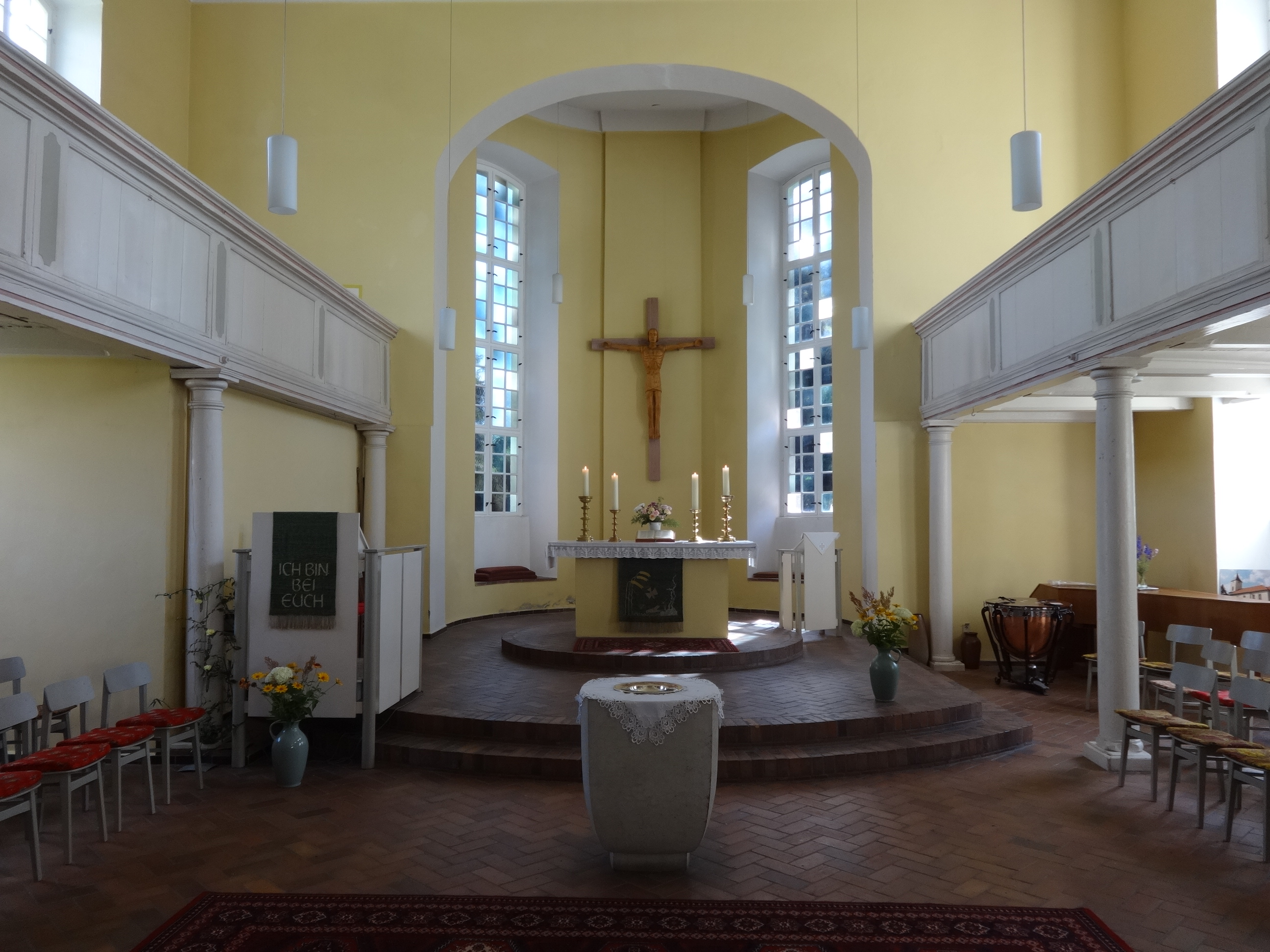
Innenraum Richtung Apsis

Die Saalkirche wurde mit einem rechteckigen Grundriss, einer eingezogenen, halbrunden Apsis und einem ebenfalls eingezogenen Westturm errichtet. An der Nord- und Südseite des Kirchenschiffs ließ Berger je zwei paarweise und ein mittig angebrachtes, hohes und segmentbogenförmiges Fenster einbauen. Sie erstrecken sich praktisch über die gesamte Höhe der Kirchenwand und gliedern die Fassade in eine streng geometrische Form. Das mittlere Fenster ist nach unten hin wenig kürzer ausgeführt und lässt Platz für ein Portal an jeder Längsseite des Kirchenschiffs. Diese Mittelachsen werden durch flache Portalrisalite hervorgehoben. In der Apsis sind zwei große Fenster in identischer Bauweise eingebaut. Alle Öffnungen werden mit leicht zurückliegenden Faschen nochmals betont. Im unteren Turmgeschoss findet der Betrachter an der Stelle der Fenster je eine Blende mit einem darüber liegenden, kleinen rechteckigen Fenster in Höhe des Giebels des Kirchenschiffs. Oberhalb eines Gesimses befinden sich – bis auf die östliche Seite – je eine rundbogenförmige Klangarkade, hinter denen die Glocken aus dem Jahr 1547 hängen. An allen vier Turmseiten ist eine Turmuhr mit goldenen Ziffern auf einem schwarzen Ziffernblatt angebracht, an das sich ein geknickter und mit schwarzem Schiefer gedeckter Turmhelm mit Turmkugel und Kreuz anschließt. Der Hauptzugang zum Gebäude erfolgt durch ein bogenförmiges Portal an der Westseite des Turms. Darüber ist ein rundbogenförmiges Fenster eingelassen. Das Walmdach des Kirchenschiffs wie auch das Kegeldach der Apsis sind mit rotem Biberschwanz gedeckt.

## Ausstattung

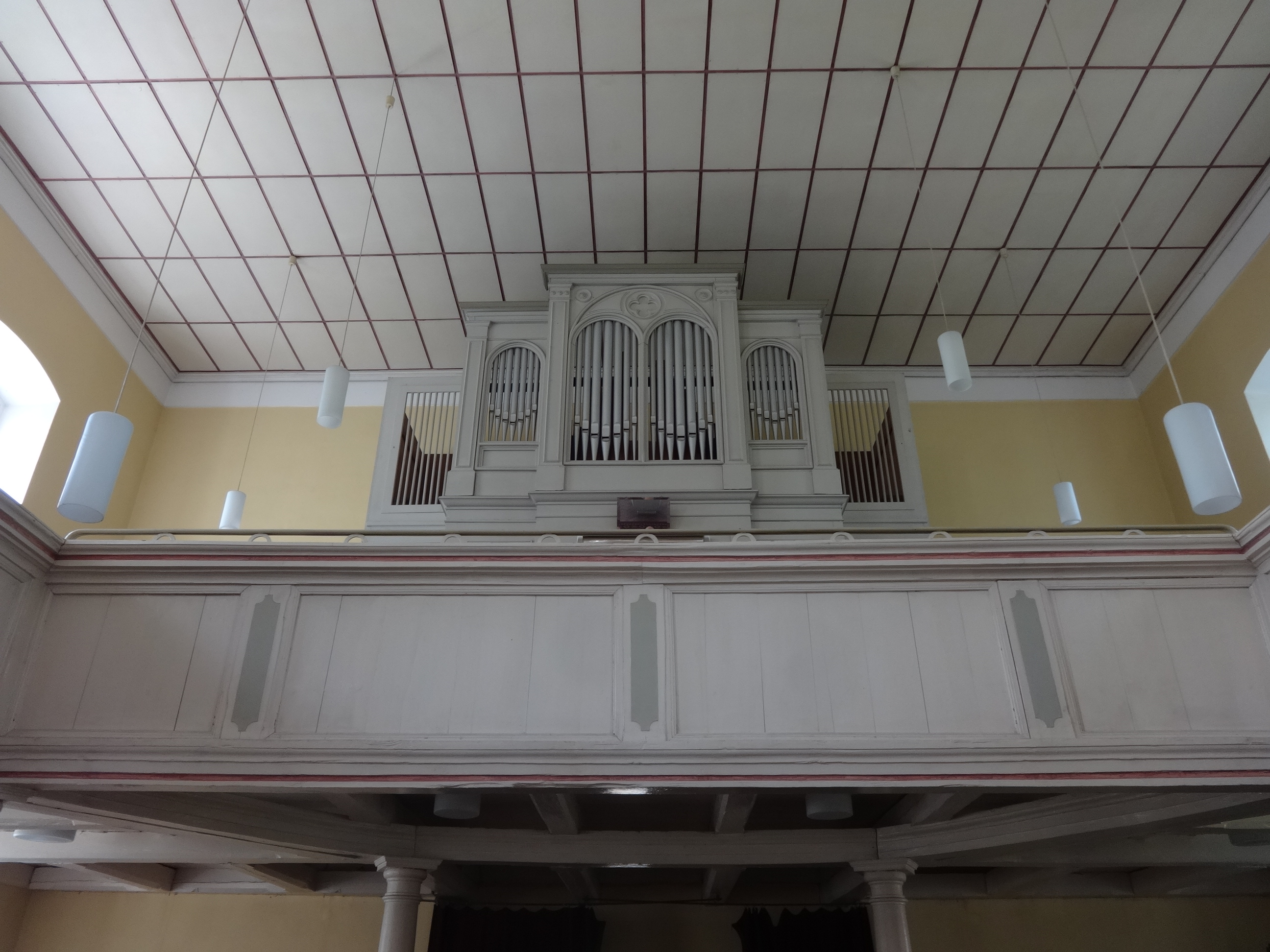
Sauer-Orgel auf Empore

Die Leuchter auf dem steinernen Altar sind eine Stiftung eines Hamburger Reeders aus dem Jahr 1612 als Dank für die guten wirtschaftlichen Beziehungen zum Ort. Vom Kanzelaltar ist lediglich noch die Gloriole mit den Initialen Friedrichs des Großen erhalten geblieben.
Das an der Chorostwand hängende Kreuz mit einem Kruzifix von Hermann Lorisch aus Kleinmachnow schuf der Sperenberger Bildhauer Egon Liebold. Die Fünte sowie die hölzerne Kanzel sind aus der Bauzeit der Kirche. Im Eingangsbereich steht ein hölzerner Tauftisch des Bildhauers Wilhelm Groß. Die Orgel mit einem weißen Prospekt stammt vom Orgelbauer Wilhelm Sauer.
Von 1959 bis 1966 wirkte hier der bekannte Potsdamer Jugend- und Studentenpfarrer Uwe Dittmer.